# Proprioseiopsis reventus
Proprioseiopsis reventus är en spindeldjursart som först beskrevs av Zack 1969.  Proprioseiopsis reventus ingår i släktet Proprioseiopsis och familjen Phytoseiidae. Inga underarter finns listade i Catalogue of Life.